# Banyalbufar
Banyalbufar este un municipiu în insula Mallorca, Insulele Baleare, Spania. În 2005, în municipiu trăiau 568 de oameni.